# Frank Rühle
Frank Rühle (n. 5 martie 1944, Dohna, Saxonia, Germania Nazistă) este un canotor ce a reprezentat Republica Democrată Germană, medaliat olimpic. A participat la 2 ediții ale Jocurilor Olimpice (1968, 1972) în care a câștigat două medalii de aur.